# Władysław Suszyński
Władysław Suszyński (* 22. Januar 1898 in Janów, Kongresspolen; † 27. Oktober 1968 in Białystok, Volksrepublik Polen) war ein polnischer Geistlicher.

## Leben
Suszyński stammte aus einer Bauernfamilie. 1916 trat er in das Theologische Seminar in Vilnius ein, das er 1921 abschloss.
Jerzy Bolesław Matulewicz-Matulaitis MIC, Bischof von Vilnius, weihte Suszyński am 26. Mai 1921 zum Priester für das Bistum Vilnius. Anschließend studierte er in Lublin und Paris. Er war Pfarrer in der Pfarrei Jazno und Professor am Theologischen Seminar in Vilnius. Während der Nazi-Besatzung war er 1942–1943 inhaftiert. Nach dem Ende des Zweiten Weltkriegs organisierte er die Verlegung des theologischen Seminars von Vilnius nach Białystok. Von 1946 bis 1968 war er Regens des Priesterseminar.
Papst Pius XII. ernannte ihn am 19. Januar 1948 zum Weihbischof in Vilnius und Titularbischof von Tabbora. August Józef Hlond SDB, Erzbischof von Gnesen und Warschau, weihte ihn am 9. Mai 1948 in der Pro-Kathedrale von Białystok zum Bischof. Mitkonsekratoren waren Romuald Jałbrzykowski, Erzbischof von Vilnius, und Stanisław Kostka Łukomski, Bischof von Łomża. Aufgrund der politischen Lage war er nur im polnischen Teil tätig. Nach dem Tod von Romuald Jałbrzykowski 1955 wurde Adam Sawicki Kapitularvikar. Dieser ernannte Suszyński zu seinem Generalvikar. Am 3. Juli 1968 wurde er zum Apostolischen Administrator für den polnischen Teil des Erzbistum Vilnius ernannt. Er hatte das Amt aber nicht lange inne, da sich beim am 50-jährigen Jubiläum der Katholischen Universität Lublin eine Erkältung zuzog und an einer Sitzung des polnischen Episkopats in Warschau teilnahm. Er starb sieben Tage später und wurde in einem Grab neben der alten Pfarrkirche neben der Prokathedrale von Białystok beigesetzt.